# Albert Bates
Pour les articles homonymes, voir Albert Bates (criminel) et Bates.
Albert G. Bates, né le 12 août 1854 à Washington et décédé à l'âge de 20 ans le 13 janvier 1875 à Tokyo, est un enseignant américain qui fut conseiller étranger au Japon durant l'ère Meiji.
En janvier 1871, lorsque Kuroda Kiyotaka voyage aux États-Unis pour recruter des conseillers étrangers pour le bureau de colonisation de Hokkaidō, Bates est recommandé par Horace Capron, dont le contrat lui permettait de choisir les personnes de son équipe. Le premier contrat de Bates avec le ministère japonais de l'Agriculture débute le 1er janvier 1873 et est continuellement prolongé. Il enseigne diverses matières dont l'anglais et participe à l'introduction du baseball au Japon en faisant découvrir ce sport à ses élèves. Néanmoins, la barrière de la langue et le manque de matériel, seul l'équipement personnel de Bates est disponible, freine vite leur enthousiasme. Cependant, trois étudiants japonais reviennent des États-Unis avec du matériel de baseball. Hokkaidō sera le point de départ principal du baseball au Japon.
Il meurt cependant très jeune en 1875 à Tokyo et est enterré au cimetière étranger de Yokohama.
Son oncle, Samuel Wells Williams, est également un conseiller étranger.